# بيليريكاي (دائرة انتخابية في المملكة المتحدة)
بيليريكاي (بالإنجليزية: Billericay)‏ هي إحدى الدوائر الانتخابية في المملكة المتحدة الممثلة في مجلس العموم في برلمان المملكة المتحدة.
عضو البرلمان الذي يمثلها حالياً هو :Mr John Baron (Con).